# 郁達夫小說獎
郁達夫小說獎是由浙江省作协《江南》杂志社為紀念郁達夫而設立的文學獎，中國國內外的華語中、短篇小說均為頒授對象，每兩年一次在郁達夫故鄉浙江富陽頒發。

## 得主

### 第一屆（2010）
- 中篇小說獎：陈河《黑白电影里的城市》
  - 提名獎：叶广芩《豆汁记》、乔叶《最慢的是活着》、陈谦《特雷莎的流氓犯》

- 短篇小說獎：铁凝《伊琳娜的礼帽》
  - 提名獎：毕飞宇《睡觉》、韩少功《第四十三页》、朱山坡《陪夜的女人》

### 第二屆（2012）
- 中篇小說獎：蒋韵《行走的年代》[1]
  - 提名獎：鲁敏《惹尘埃》、方方《刀锋上的蚂蚁》、张翎《阿喜上学》

- 短篇小說獎：东君《听洪素手弹琴》
  - 提名獎：苏童《香草营》、盛可以《白草地》、甫跃辉《巨象》

### 第三屆（2014）
- 中篇小說獎：邓一光《你可以让百合生长》[2]
  - 提名獎：马金莲《长河》、迟子建《晚安玫瑰》、弋舟《等深》

- 短篇小說獎：毕飞宇《大雨如注》
  - 提名獎：艾伟《整个宇宙在和我说话》、须一瓜《寡妇的舞步》、叶弥《亲人》

### 第四屆（2016）
- 中篇小說獎：阿來《蘑菇圈》[3]
  - 提名獎：弋舟《所有路的尽头》、石一枫《世间已无陈金芳》、祁媛《我准备不发疯》

- 短篇小說獎：张楚《野象小姐》
  - 提名獎：黃錦樹《歸來》、蔡骏《眼泪石》、田耳《金刚四拿》

### 第五屆（2018）
- 中篇小說獎：王安憶《向西，向西，向南》[4]
  - 提名獎：计文君《化城》、王手《第三把手》、孙频《松林夜宴图》

- 短篇小說獎：白先勇《Silent Night》
  - 提名獎：蔡东《朋霍费尔从五楼纵身一跃》、邱华栋《云柜》、哲贵《柯巴芽上山放羊去了》

### 第六届（2020）
- 中篇小说奖：迟子建《候鸟的勇敢》[5]
  - 提名奖：孙频《鲛在水中央》、马小淘《骨肉》、须一瓜《甜蜜点》

- 短篇小说奖：斯继东《禁指》
  - 提名奖：邵丽《天台上的父亲》、雷默《大樟树下烹鲤鱼》、徐则臣《青城》

### 第七届（2022）
- 中篇小说奖：邵丽《黄河故事》[6]
  - 提名奖：黄立宇《制琴师》、李宏伟《月球隐士》、罗伟章《镜城》

- 短篇小说奖：徐则臣《虞公山》
  - 提名奖：畀愚《春暖花开》、三三《晚春》、潘向黎《荷花姜》

### 第八届（2024）
- 中篇小说奖：杨方 《月光草原》[7]
  - 提名奖：龚万莹 《出山》、黎紫书 《一个陌生女人的来信》[8]、韩松落 《鱼缸与霞光》

- 短篇小说奖：金仁顺《白色猛虎》
  - 提名奖：朱婧《我的太太变成了鼠妇》、万玛才旦《松木的清香》、牛健哲《造物须臾》